# Dzjamaldin Chodzjanijazov
Dzjamaldin Abduchalitovitj Chodzjanijazov (ryska: Джамалдин Абдухалитович Ходжаниязов, turkmeniska: Jamaldin Abdulhalitowiç Hojanyýazow), född 18 juli 1996 i Baýramaly i Turkmenistan, är en turkmenisk-född rysk fotbollsspelare som sedan 2015 spelar för AGF i Superligaen. Chodzjanijazov är av uigurisk härkomst. Utöver sitt ryska medborgarskap innehar han även turkmeniskt medborgarskap.
Chodzjanijazov föddes i Baýramaly i sydöstra Turkmenistan. Han började med fotboll i Uzbekistans huvudstad Tasjkent där han gick i idrottsskolan Tjilanzar. Därefter spelade han i fotbollskademin i den ryska staden Toljatti. Därefter värvades han av den ryska storklubben Zenit för vilka han debuterade den 26 juli 2013.
Efter att ha spelat i Zenits B-lag samt varit utlånad till Amkar Perm skrev han 2015 på för den danska klubben AGF.
Internationellt har Chodzjanijazov sedan 2012 spelat i Rysslands ungdomslag, först i Rysslands U17-landslag där han gjorde 21 matcher och sedan 2014 spelar han för U21-landslaget.